# 961

## Esdeveniments
Països Catalans
Resta del món
- L'Imperi Romà d'Orient reconquereix l'illa de Creta.
- Un incendi destrueix la Catedral de Sant Pau a Londres.

## Naixements
Països Catalans
Resta del món

## Necrològiques
Països Catalans
Resta del món
- 15 d'octubre, Còrdova, Califat de Còrdova: Abd-ar-Rahman III, primer Califa de Còrdova, (n. Còrdova, 891).
- Abu l-Fadl Djafar al-Tahir fi Llah, imam zaydita de Hawsam.
- 10 de desembre, Souvigny (Alvèrnia): Odiló de Cluny, monjo benedictí francès, cinquè abat de Cluny, sant per l'Església catòlica.